# Direct-View Storage Tube

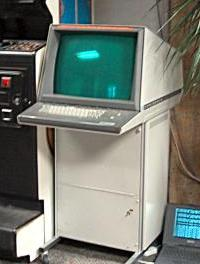
Tektronix 4014, ein frühes DVST-basiertes grafikfähiges Terminal

Die Direct-View Storage Tube (DVST) („Direktdarstellungs-Speicherröhre“) oder Direktadressierröhre ist ein Bildschirmtyp, der Ende der 1960er Jahre entwickelt wurde. DVSTs konnten im Gegensatz zu herkömmlichen Vektorbildschirmen eine Grafik anzeigen, ohne dass ein periodisches Neuzeichnen notwendig war. 

## Technik und Bedeutung
Die DVST basiert auf der Kathodenstrahlröhre, ergänzt sie aber um ein feines Metallgitter, das mit einem Dielektrikum überzogen wurde. Es dient als Speichervorrichtung und befindet sich hinter dem Leuchtschirm. Die primäre Elektronenkanone zeichnet das Bild, indem sie Elektronen aus der Speichervorrichtung stößt und so ein Muster aus positiven Ladungen hinterlässt. Eine zweite Elektronenkanone (Flood Gun) gibt einen fortwährenden Strom niedrigenergetischer Elektronen ab, die von der Speichervorrichtung angezogen werden und nur durch die positiv geladenen Bereiche passieren, um schließlich auf den Leuchtschirm zu treffen. Wenn ein Bild einmal gezeichnet wurde, bleibt es auf dem Schirm mehrere Minuten sichtbar, bis es verblasst oder die Speichervorrichtung durch Anlegung einer Spannung gelöscht wird.
Die ersten Terminals mit Speicherröhren waren das ARDS-Terminal von Computer Displays und die 400er-Serie von Computek, die beide um 1968 eingeführt wurden. Sie nutzten die 6×8 Zoll große Tektronix-611-Speicherröhre und kosteten 12.000 bis 15.000 US-Dollar. Anschließend brachte Tektronix mit dem ca. 9000 Dollar teuren T4002A, gefolgt vom ca. 4000 Dollar teuren 4010, eigene Terminals heraus. Mit der Einführung des 4010 beherrschte Tektronix den Markt für Speicherröhren und somit auch einen großen Teil des Computergrafik-Marktes. DVSTs ermöglichten zehntausenden von Anwendern den Zugang zur Computergrafik, da bei vorherigen Grafikterminals bereits die Hardware 50.000 bis 200.000 Dollar gekostet hatte.